# بوب ماكنزي
بوب ماكنزي (بالإنجليزية: Bob McKenzie)‏ هو صحفي ومعلق رياضي أمريكي، ولد في 16 أغسطس 1956 في تورونتو في كندا.